# Katarzyna Medycejska
Katarzyna Medycejska, wł. Caterina Maria Romola di Lorenzo de’ Medici (ur. 13 kwietnia 1519 we Florencji, zm. 5 stycznia 1589 w Blois) – księżna z rodu włoskich Medyceuszy, żona księcia Orleanu, późniejszego delfina, a następnie króla Francji Henryka II z dynastii Walezjuszów.
Wielokrotna regentka Francji, sprawująca faktyczną władzę w państwie w latach 1548, 1552, 1553, 1554 i 1557 w imieniu męża Henryka II oraz w latach 1560–1563 i 1574 w imieniu synów Karola IX i Henryka III.

## Dzieciństwo
Była córką Lorenza II Medyceusza, księcia Urbino, oraz Madeleine de la Tour (córki hrabiego Owernii Jana III i Joanny de Burbon-Vendôme). Jej pradziadkiem był Wawrzyniec Wspaniały.
Jej matka zmarła w połogu. Ojciec prawdopodobnie cierpiał na syfilis i gruźlicę i zmarł krótko po narodzinach Katarzyny. Po śmierci rodziców formalną pieczę nad nią sprawowali krewni z rodu Medyceuszy, papieże Leon X i Klemens VII . Początkowo była wychowywana przez swoją babcię Alfonsinę Orsini. Po jej śmierci w 1520 roku znalazła się pod opieką córki Wawrzyńca Wspaniałego Lukrecji Salviati i jej ciotki Clarice Strozzi. Obie kobiety miały małe dzieci, z którymi Katarzyna mogła się bawić, zaprzyjaźniła się z nimi i była do nich przywiązana przez całe swoje życie. Katarzyna była bardzo atrakcyjną potencjalną małżonką, jako spadkobierczyni majątku rodziny Medyceuszy była bowiem jedną z najbogatszych dziewczynek w Europie.
Po tym, jak Medyceusze stracili władzę we Florencji, Katarzyna była więziona przez kilka lat w klasztorach we Florencji. Tam zetknęła się blisko z obrzędami i wierzeniami katolickimi, które głęboko szanowała do końca życia.
W 1530 roku została uwolniona i przeniosła się do Rzymu na dwór swojego krewnego, papieża Klemensa VII, również wywodzącego się z rodziny Medyceuszy. W Rzymie nauczyła się greki, łaciny i języka francuskiego. Zainteresowała się również matematyką i astrologią.

## Małżeństwo

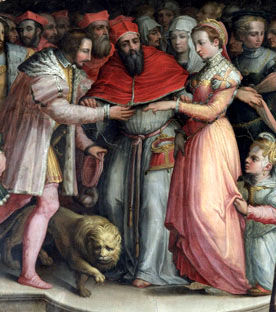
Fresk przedstawiający ślub Katarzyny Medycejskiej i Henryka II

28 października 1533 w Marsylii, w wieku 14 lat, została wydana za mąż za Henryka de Valois, księcia Orleanu. Był on młodszym z synów króla Francji Franciszka I (starszym był Franciszek III Bretoński, książę Bretanii i delfin francuski). 
Małżeństwo zostało zaaranżowane przez jej krewnego i głównego opiekuna – papieża Klemensa VII. Klemens dążył do stworzenia sojuszu pomiędzy papiestwem a Francją, jego celem było zwiększenie wpływów rodziny Medyceuszy na terenie Włoch. Sojusz był wymierzony we wspólnego wroga – cesarza Karola V. Według umowy Francja wspólnie z papiestwem miała zdobyć Mediolan, który następnie miał być rządzony przez Henryka. W ramach posagu król miał otrzymać od papieża ogromną wówczas sumę 100 tys. ecu, papież nie miał takiej sumy, zaciągnął więc na ten cel pożyczkę pod zastaw klejnotów ze swojego skarbca w Rzymie. Plany te nie zostały zrealizowane, ponieważ Klemens zmarł niespełna rok po ślubie, papież nie spłacił całego posagu, a jego następca nie miał zamiaru honorować zobowiązań poprzednika. Postawiło to Katarzynę w bardzo niekorzystnej sytuacji na dworze. 
Katarzyna nie była kochana przez męża. Henryk był zakochany w Dianie de Poitiers, Katarzyna żyła w cieniu królewskiej metresy. Diana była zarazem kochanką, przyjaciółką i zaufaną powiernicą Henryka.
Katarzyna była lubiana na dworze, również przez swojego teścia Franciszka I. Lubiła jazdę konną. Uważa się, że sprowadziła do Francji zwyczaj używania damskiego siodła. Często jednakże doznawała afrontów z racji swojego niskiego urodzenia.

## Przyszła królowa
W 1536 następca tronu (delfin) Franciszek III Bretoński zmarł w młodym wieku. Po rozegraniu meczu tenisa ze swoim sekretarzem, Włochem Montecucullim, wypił szklankę zimnej wody, po czym nagle zmarł. Tajemnicze okoliczności śmierci sprawiły, że Montecucculi został oskarżony o otrucie delfina i skazany na śmierć. Henryk i Katarzyna byli oskarżani przez niektórych dworzan o otrucie Franciszka, mówiono, że tylko oni skorzystali na jego śmierci, nie przysparzało to Katarzynie popularności.
Po śmierci Franciszka Henryk uzyskał tytuł delfina. Jako przyszła królowa Katarzyna znalazła się w centrum uwagi, powszechnie oczekiwano, że urodzi syna, potomka rodu królewskiego. Katarzyna przez wiele lat nie zachodziła w ciążę, co stawiało ją w bardzo trudnej sytuacji na dworze. Przez pewien czas król i jego doradcy rozważali odesłanie jej i znalezienie nowej żony dla Henryka. Przeciwna temu była jednak kochanka Henryka Diane, która była zaniepokojona, że nowa żona zagrozi jej pozycji. Doszło do paradoksalnej sytuacji, że Diane zachęcała delfina do stosunków z żoną. W końcu w 1543 roku, 10 lat po ślubie, Katarzyna zaszła w ciążę. 19 stycznia 1544 roku urodziła syna, któremu nadano imię Franciszek. W sumie Katarzyna urodziła dziesięcioro dzieci, z czego sześcioro przeżyło wczesne dzieciństwo.

## Królowa
W 1547, po śmierci swego ojca, Henryk został królem Francji jako Henryk II. Katarzyna w wieku 28 lat została królową Francji. Z czasem jej rola na dworze rosła, jej zdanie było brane pod uwagę przez króla. Dotyczyło to zwłaszcza spraw kampanii we Włoszech, król wciąż dążył do umocnienia pozycji Francji w tym rejonie, Katarzyna pragnęła przejąć władzę we Florencji. W okresie rządów Henryka kilkakrotnie pełniła funkcję regentki, podczas gdy jej mąż brał w udział w kampaniach wojskowych poza terenem Francji. 

## Regentka
Sytuacja Katarzyny uległa zmianie w 1559, gdy jej mąż zginął w turnieju uświetniającym zaślubiny córki z Filipem II królem Hiszpanii . Po śmierci Henryka jako regentka, wywierała decydujący wpływ na politykę swych synów, kolejnych królów Francji: Franciszka II, Karola IX i Henryka III Walezego. Jeszcze za życia Zygmunta Augusta Katarzyna zabiegała o uzyskanie tronu polskiego dla swego syna Henryka Walezego, szukając w Polsce sojusznika do walki z Habsburgami.
Sprawowała mecenat nad kulturą i sztuką, zwłaszcza architekturą. Powszechnie znana jako protektorka Nostradamusa, którego zatrudniła jako swojego doradcę.

## Rola w rzezi hugenotów
Okres jej rządów przypadał na czas napięć pomiędzy katolikami a kalwinami francuskimi. Była oskarżana o to, że zaplanowała tzw. Noc św. Bartłomieja (1572), w czasie której dokonano mordu hugenotów francuskich. Oskarżenia te spopularyzowali ci hugenoci, którzy przetrwali pogrom. Niektórzy historycy twierdzą, że Katarzyna zaplanowała również poprzedzające pogrom morderstwo Gasparda de Coligny, lidera francuskich hugenotów. Oskarżenia te są przedmiotem sporu historyków.

## Dzieci
Katarzyna została matką 10 dzieci (w tym 3 królów Francji oraz 3 żon władców europejskich):
- Franciszka II (króla Francji),
- Karola IX (króla Francji),
- Henryka III (w latach 1573–1574 króla Polski jako Henryk Walezy, a następnie króla Francji),
- Elżbiety (żony króla Hiszpanii Filipa II),
- Klaudii (żony księcia Lotaryngii Karola III),
- Małgorzaty (żony króla Nawarry Henryka III panującego następnie jako król Francji Henryk IV),
- Franciszka Herculesa (księcia Andegawenii),
- Ludwika (zmarłego w wieku niemowlęcym),
- Wiktorii i Joanny (bliźniaczek zmarłych w dzieciństwie).